# Nadiem Makarim
Nadiem Anwar Makarim, né le 4 juillet 1984 à Singapour, est un homme politique et homme d'affaires indonésien. Il est actuellement l'actuel ministère de l'Éducation en Indonésie.

## Biographie
Avant d'entrer en politique, en 2010, il a fondé Gojek, la première startup indonésienne évaluée à plus de 10 milliards de dollars. En octobre 2019, il a été nommé ministre de l'Éducation et de la Culture par Président Joko Widodo le son second mandat et a ensuite démissionné de son poste à Gojek,.
Nadiem a fréquenté le lycée à Jakarta et Collège du monde uni d'Asie du Sud-Est, Singapour, puis est allé à l'Université Brown pour un BA à Relations internationales. Il a fait son MBA à la Harvard Business School.